# Wilhelm von Schütz
Christian Wilhelm von Schütz (13. dubna 1776 Berlín – 9. srpna 1847 Lipsko) byl německý romantický spisovatel.

## Život
Patří, mimo jiné, mezi menší romantické spisovatele. Nejdřív proslul jako dramatik (dílem Lacrimas v roce 1802). Byl přítelem Ludvíka Tiecka. Přeložil Casanovovu Histoire de ma vie z roku 1822 pro německé dvanáctisvazkové vydání nejznámějších vzpomínek. Napsal velké množství prací na politická a filozofická témata, čímž později vzbudil pozornost Josepha Goebbelse. Ten o něm pak napsal v roce 1921 svou disertační práci. Od roku 1842 do roku 1846 byl Schütz redaktorem katolického časopisu Anticelsus.

## Dílo
- Lacrimas. 1803.
- Niobe. 1807.
- Rußland und Deutschland (Rusko a Německo). 1819.
- Deutschlands Preßgesetz (Německý tiskový zákon). 1821.
- Zur intellectuellen und substantiellen Morphologie (K intelektuální a základní morfologii). 1821 - 1823.
- Lücken der deutschen Philosophie (Mezery německé filozofie). 1837.
- Über die preußische Rechtsansicht wegen der gemischten Ehen (O pruské právní stanovisko k smíšeným manželstvím). 1839.

## Práce o Schützovi
- Friedrich Hiebel: Wilhelm von Schütz. Disertační práce, Vídeň 1928
- Joseph Goebbels: Wilhelm von Schütz als Dramatiker. Ein Beitrag zur Geschichte des Dramas der Romantischen Schule (Wilhelm von Schütz jako dramatik. Příspěvek k historii romantického dramatu). Disertační práce, Heidelberg 1922